# Léopold Bernstamm
Léopold Bernhard Bernstamm, né le 20 avril 1859 à Riga et mort le 22 janvier 1939 à Menton, est un sculpteur allemand de la Baltique, sujet de l'Empire russe.
Il a été l’un des sculpteurs attitrés du musée Grévin à Paris.

## Biographie
Léopold Bernhard Bernstamm est né à Riga, en Lettonie actuelle, dans une famille germanophone allemande de la Baltique. Il entre dans l'atelier de David Jensen en 1872, et est admis à l'Académie impériale des beaux-arts de Saint-Pétersbourg en 1874. Il voyage en Italie et passe l'année 1884 à Rome et Florence, continuant ses études dans l'atelier de Rivalti.
En 1885, il s'établit à Paris, retournant régulièrement à Saint-Pétersbourg. Il reçoit une formation auprès d'Antonin Mercié.
Il accède à la célébrité au début des années 1880 en exécutant quelque trois cents portraits de personnalités russes et françaises comme Fiodor Dostoïevski, Denis Fonvizine, Alexandre Ostrovsky, Mikhaïl Saltykov-Chtchédrine, François Coppée, Paul Déroulède, Gustave Flaubert, Ludovic Halévy, Ernest Renan, Alexandre Falguière, Paul Dubois, Victorien Sardou, ou Émile Zola.
Sa rapidité d'exécution et son sens de la physionomie l'ont amené à collaborer comme sculpteur au musée Grévin pour lequel il a modelé des effigies de nombreux mannequins de cire.
Il a réalisé plusieurs portraits de l'empereur Nicolas II de Russie, et des membres de la famille impériale (1896), d'Anton Rubinstein (1901), et de Pouchkine (1911). Sa dernière œuvre à Saint-Pétersbourg est le buste du tsar Alexandre III.
Nommé chevalier de la Légion d'honneur en 1891, il a ensuite été élevé au grade d'officier puis de commandeur.
Il obtient en 1887 la mention honorable au Salon des artistes français, puis en 1889 la médaille d'argent et à l'exposition de 1900 la médaille d'or avant d'être placé en Hors-concours.
Président d'honneur de la section russe de la Maison des arts, il prend part aux expositions de Liège et de Marseille.

## Distinctions
- Commandeur de la Légion d'honneur

## Œuvres
On lui doit une série de sculptures coloniales de style Indochine ainsi que, entre autres :
- Buste d'Ernest Renan (vers 1885), étude en bronze et épreuve en grès, Paris, musée de la vie romantique
- Buste de Gustave Flaubert (1900)[9]
- Statue de Gustave Flaubert (1907), Rouen sur la place Thiers (à proximité du musée Le Secq des Tournelles). En 1941, sous le régime de Vichy, elle est déboulonnée et fondue, dans le cadre de la mobilisation des métaux non ferreux. Une copie est installée en 1965, place des Carmes[10].
- Monument à Édouard Pailleron, Salon de 1905, marbre érigé en 1906 à Paris, parc Monceau
- Buste d'Ernest Lessieux, plâtre, 1925, déposé au Musée de l'Île d'Oléron
- Monument à Émile Demagny, en bronze à Isigny-sur-Mer. Sous le régime de Vichy, il est déboulonné et fondu, dans le cadre de la mobilisation des métaux non ferreux.
- Bronze de Gérôme, Luxembourg
- Émile Deschanel, Collège de France
- Coquelin-cadet dans le Malade imaginaire , Luxembourg
- Berlioz, Monte-Carlo
- Ambroise Thomas, musée de l'Opéra
- Marcel Jambon, musée de l'Opéra
- Statue de Pierre-le-Grand, Pétrograd
- Buste de Marguerite Durand, 1897[11]

Œuvres de Léopold Bernstamm
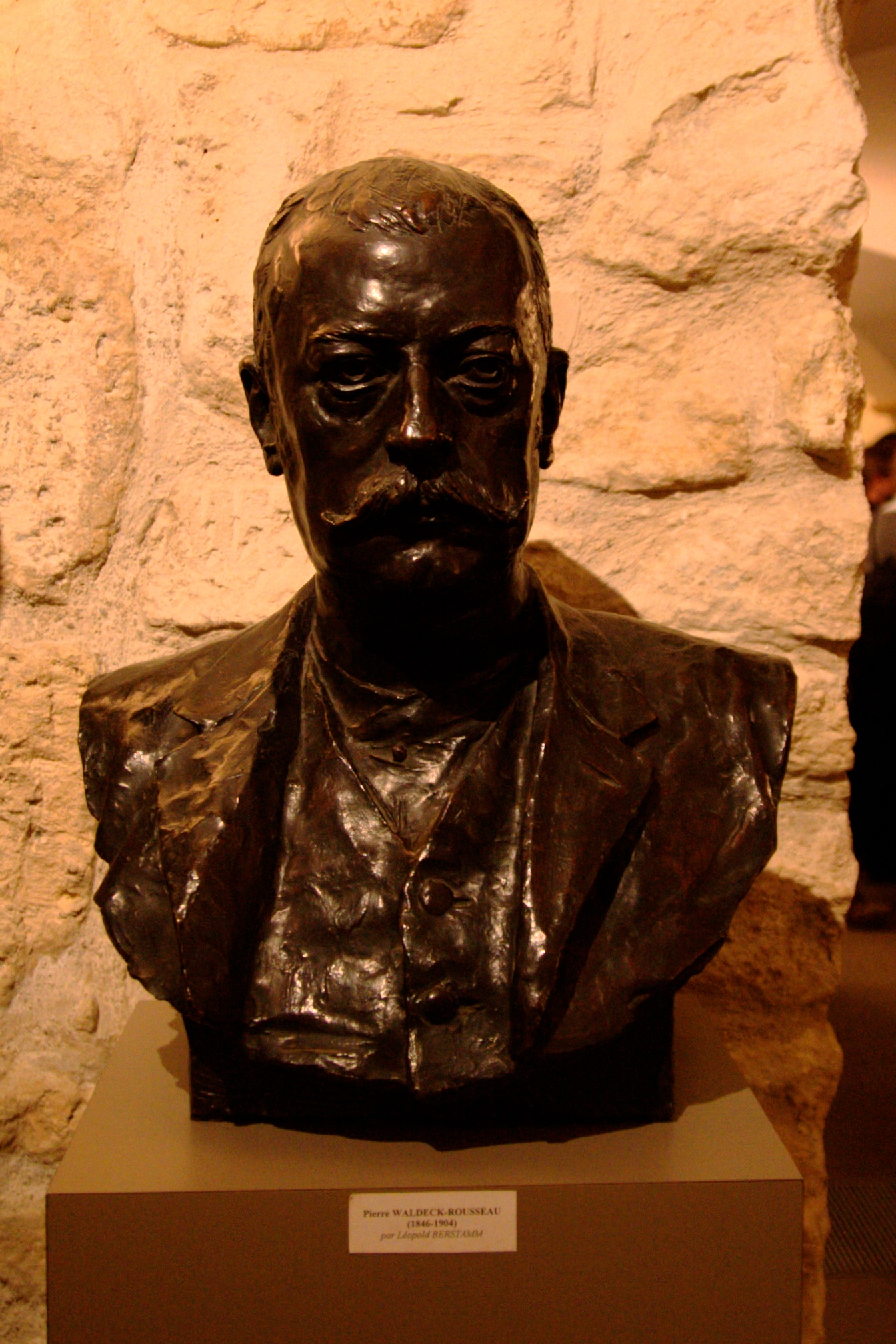
Buste de Pierre Waldeck-Rousseau au musée du Barreau de Paris.
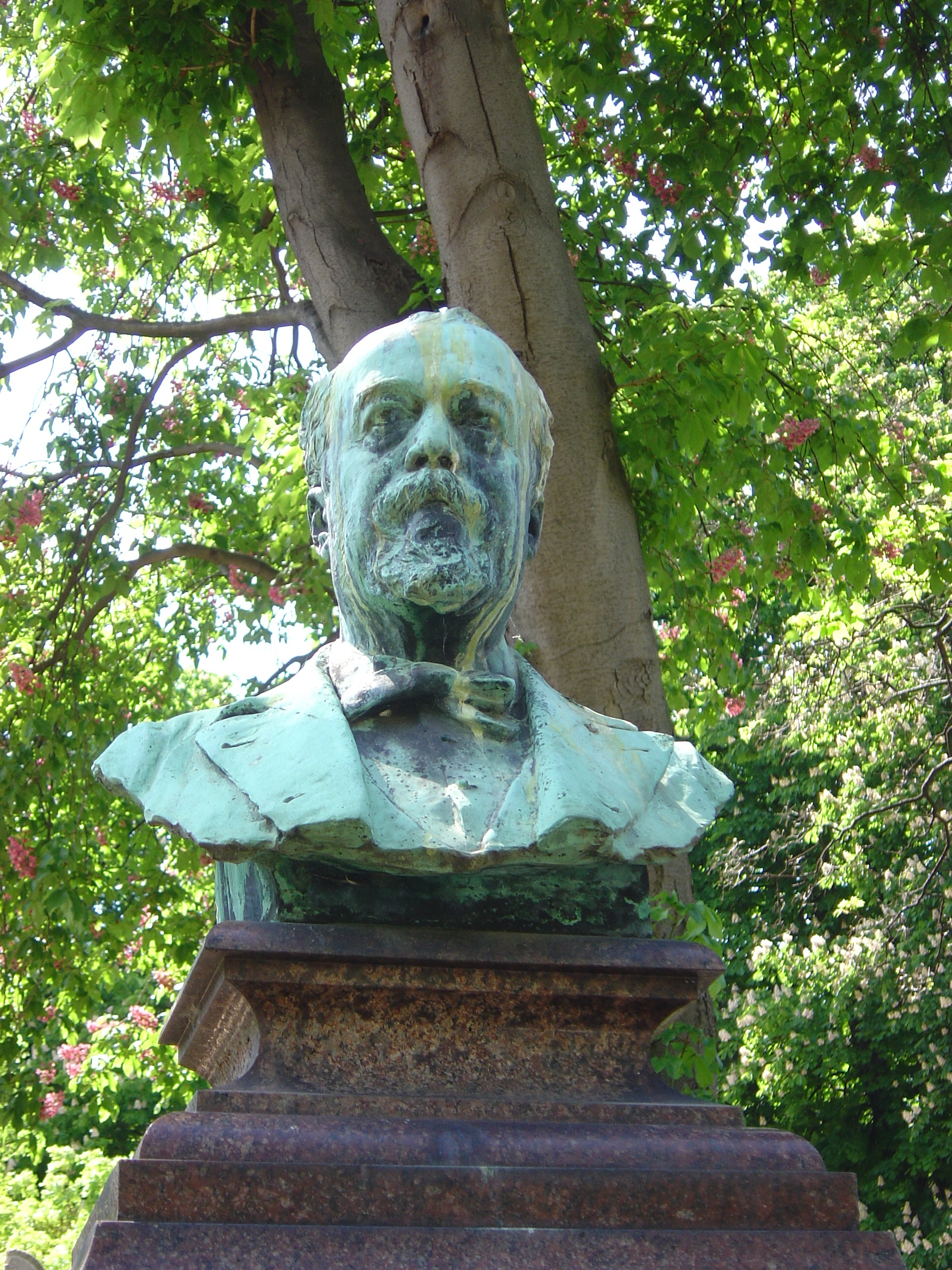
Buste d'Henri Brisson au cimetière de Montmartre.
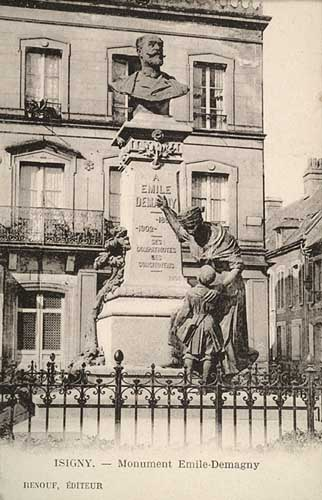
Monument à Émile Demagny à Isigny-sur-Mer.
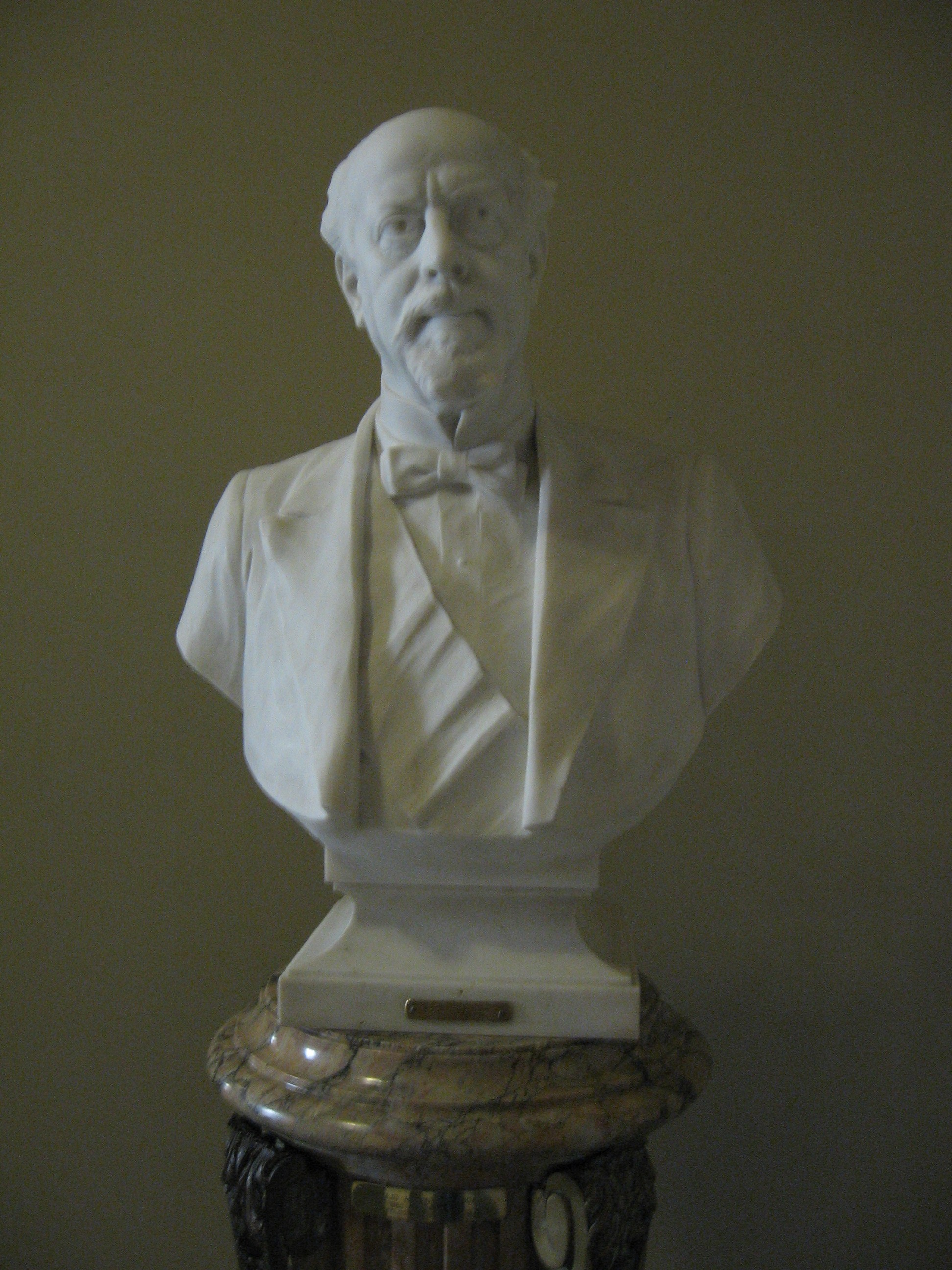
Buste de Julio Argentino Roca à la Casa Rosada à Buenos Aires.
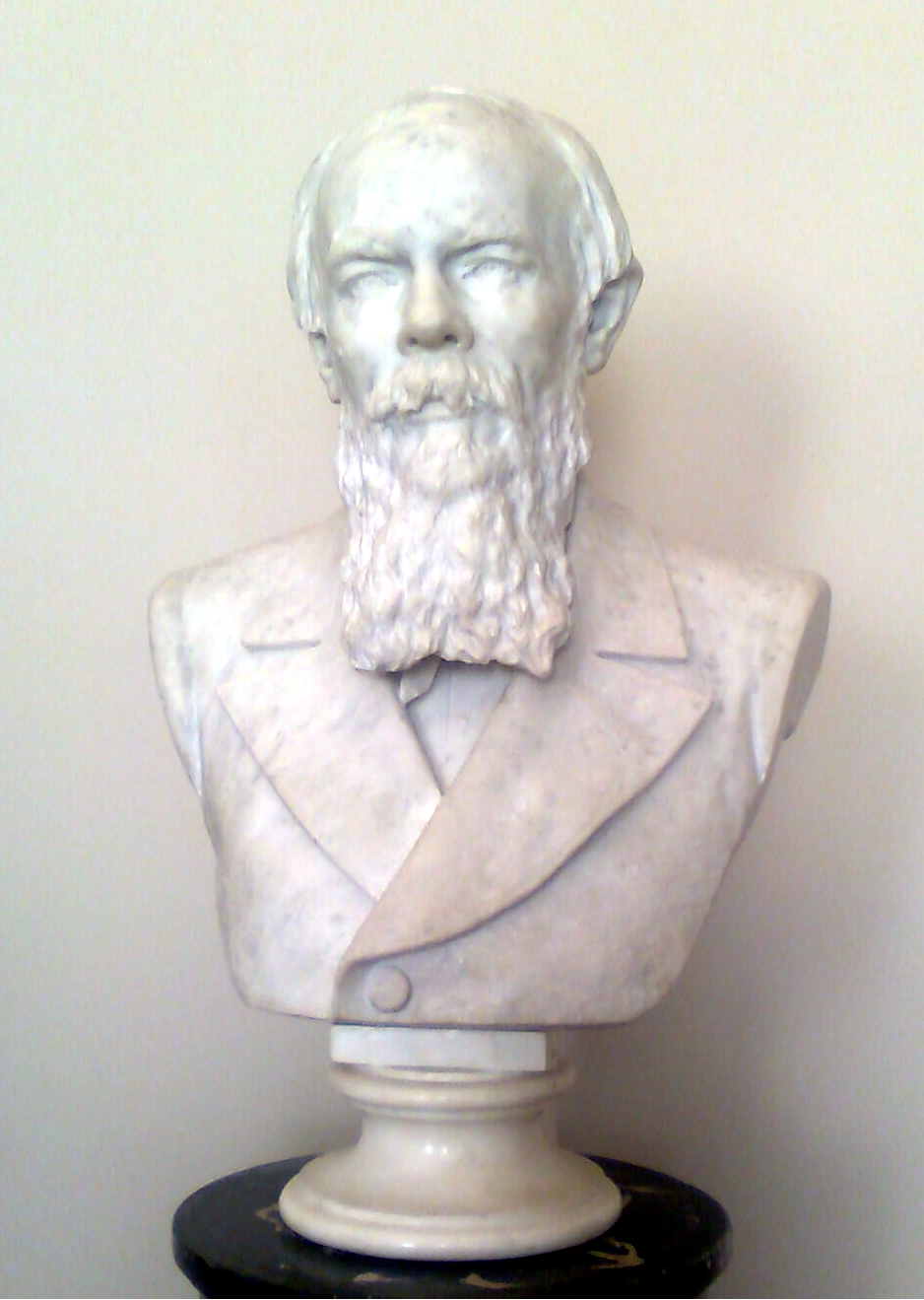
Buste de Fiodor Dostoïevski au Musée russe à Saint-Pétersbourg.